# Amfreville (Calvados)
Amfreville – miejscowość i gmina we Francji, w regionie Normandia, w departamencie Calvados.
Według danych na rok 1990 gminę zamieszkiwało 905 osób, a gęstość zaludnienia wynosiła 149 osób/km² (wśród 1815 gmin Dolnej Normandii Amfreville plasuje się na 249. miejscu pod względem liczby ludności, natomiast pod względem powierzchni na miejscu 794.).

## Współpraca
Miejscowość partnerska:
- Brunehaut, Belgia